# John Clerke (MP)
Sir John Clerke (1683-1727) foi um político inglês de um eleitorado de Surrey no início do século XVIII.
Clerke era filho de William Clerke, 3º Baronete. Ele foi eleito MP conservador por Haslemere em 1710; e tentou contestar o assento em 1713, mas não recebeu apoio.